# Округ Кошице IV
Округ Кошице IV (слч. Okres Košice IV) округ је у Кошичком крају, у Словачкој Републици. Административно средиште округа је град Кошице.

## Географија
Налази се у централном дијелу Кошичког краја.
Граничи:
- на сјеверу је Округ Кошице III,
- источно и јужно Округ Кошице-околина,
- западно Округ Кошице II,

Клима је умјерено континентална.

## Становништво
| Година:    | 1994.  | 2004.   | 2014.   | 2024.   |
| ---------- | ------ | ------- | ------- | ------- |
| Број људи: | 60 781 | 56 634  | 59 729  | 55 825  |
| Разлика:   |        | -6,82 % | +5,46 % | -6,53 % |

| Година:    | 2023.  | 2024.   |
| ---------- | ------ | ------- |
| Број људи: | 56 143 | 55 825  |
| Разлика:   |        | -0,56 % |

Према подацима о броју становника из 2011. године округ је имао 59.376 становника. Словаци чине 74,87% становништва.
| Етнички састав (2011)‍ | Етнички састав (2011)‍ | Етнички састав (2011)‍ | Етнички састав (2011)‍ | Етнички састав (2011)‍ |
| --------------------- | --------------------- | --------------------- | --------------------- | --------------------- |
|                       |                       |                       |                       |                       |
| Словаци               | Словаци               |                       | 0                     | 74,87%                |
| Мађари                | Мађари                |                       | 0                     | 2,81%                 |
| Рутени                | Рутени                |                       | 0                     | 0,66%                 |
| Чеси                  | Чеси                  |                       | 0                     | 0,62%                 |
| Роми                  | Роми                  |                       | 0                     | 0,47%                 |
| остали, непознато     | остали, непознато     |                       | 0                     | 20,57%                |

## Насеља
У округу се налази шест градских насеља.